# Sankt Petersburgdeklarationen
Sankt Petersburgsdeklarationen är en folkrättslig överenskommelse som undertecknades den 11 december 1868. Den förbjuder användandet av exploderande eller med sprängande eller brännbara ämnen laddade kulor av mindre än 400 grams vikt. Deklarationen antogs av alla makter i dåtidens Europa. Petersburgdeklarationen var resultatet av Petersburgkonferensen som hade samlats med anledning av tysken Dreyses försök med explosiva gevärskulor.